# Place Kolonáki
La place Kolonáki, en grec moderne : Πλατεία Κολωνακίου / Platía Kolonakíou, officiellement appelée place de la société des amis, πλατεία Φιλικής Εταιρείας / Platía Filikí Etería, est située dans le centre d'Athènes, en Grèce. Le nom de Kolonáki fait référence la petite colonne antique située au centre de la place.

## Généralités
La place Kolonáki est une petite place située au centre d'Athènes, construite au milieu du XIXe siècle et considérée comme le cœur du quartier athénien du même nom. Le nom officiel moderne de cette place est Platía Filikí Etería (Πλατεία Φιλικής Εταιρείας) du nom de la société secrète qui a préparé et soutenu la guerre d'indépendance grecque. 
À l'origine, vers 1890, la place Kolonáki n'était qu'un terrain vague contenant la colonne. Vers 1895-1900, le lieu est désigné et aménagé comme une place, avec des arbres (notamment des platanes) et une fontaine municipale.
La place se trouve à un pâté de maisons à l'ouest de l'avenue Vasilíssis Sofías et on y entre par la rue Kanári au nord-ouest, la rue  Koumbári au sud-ouest, les rues Kapsáli et Neofýtou Vámva à l'est, les rues Patriárchou Ioakeím et Tsakálof au nord-est et Skoufá au nord. Au centre de la place se trouve une petite colonne ancienne (la place et le quartier portent le nom de la petite colonne). C'est un endroit bien connu des Athéniens pour boire un café, faire des rencontres et observer les passants. 
Dans le cadre de la construction de la ligne 4 du métro d'Athènes, la place fait l'objet d'importants travaux depuis fin 2021. Les principaux arbres ont été déracinés en vue d'être replantés in situ une fois la station terminée. 